# Maria Elisabeth Stenbock
Maria Elisabeth Stenbock, död 9 oktober 1693, var en svensk grevinna samt hovdam och överhovmästarinna hos drottning Ulrika Eleonora d.ä.

## Biografi
Maria Elisabeth Stenbock var dotter till översten vid Smålands regemente greve Fredrik Gustavsson Stenbock till Bogesund och friherrinnan Catharina De la Gardie, en dotter till Johan De la Gardie, samt syster till riksmarskalken Johan Gabriel Stenbock. 1665 gifte hon sig med landshövdingen greve Axel Axelsson Lillie. Hon fick Löfstad slott som morgongåva. 
Hon beskrivs som drottning Ulrika Eleonoras nära vän och gunstling. 1689 testamenterade hon 12 000 daler kopparmynt till Kimstads kyrka i Östergötland, för vilken församlingen tillerkände hennes avkomlingar jus patronatus i socknen, för Löfstads säteri.
Hon är också föremål för en legend kring Ulrika Eleonoras död. Då drottningens lik stod på lit-de-parade på Karlbergs slott låg Stenbock sjuk i Stockholm. Under en natt kom ett ekipage i sorgklädsel från Stockholm till Karlberg och kapten Stormcrantz släppte in Maria Stenbock, med sin lilla hund Camillo på armen, och eskorterade henne till likrummet, där han lämnade henne ensam. Då han tyckte att hon dröjde för länge, tittade han genom nyckelhålet. Han såg då Maria Stenbock och den döda drottningen stå vid fönstret och tala med varandra. Därefter var både Stenbock och vagnen försvunna. Stormcrantz rapporterade dagen därpå allt för kungen; "med tillägg, att, då han tagit den förmenta öfverhofmästarinnan i handen, hade den förefallit honom icke som en vanlig menniskohand, utan som en svamp." Både Stenbock och Stormcrantz avled snart därpå, han enligt uppgift av chock efter vad han tyckte sig ha bevittnat. Kungen utfärdade ett strängt förbud för alla i gardet mot att föra denna historia vidare.